# Волчий (редут)
Редут Волчий — сторожевое укрепление Тоболо-Ишимской линии, находится на северо-западной окраине деревни Шефер Москаленского района Омской области.
В начале XIX века редут утратил военное назначение.